# Hermonassa macrothylex
Hermonassa macrothylex är en fjärilsart som beskrevs av Charles Boursin. Hermonassa macrothylex ingår i släktet Hermonassa och familjen nattflyn. Inga underarter finns listade i Catalogue of Life.